# Attila (uniforme)
Pour les articles homonymes, voir Attila (homonymie).

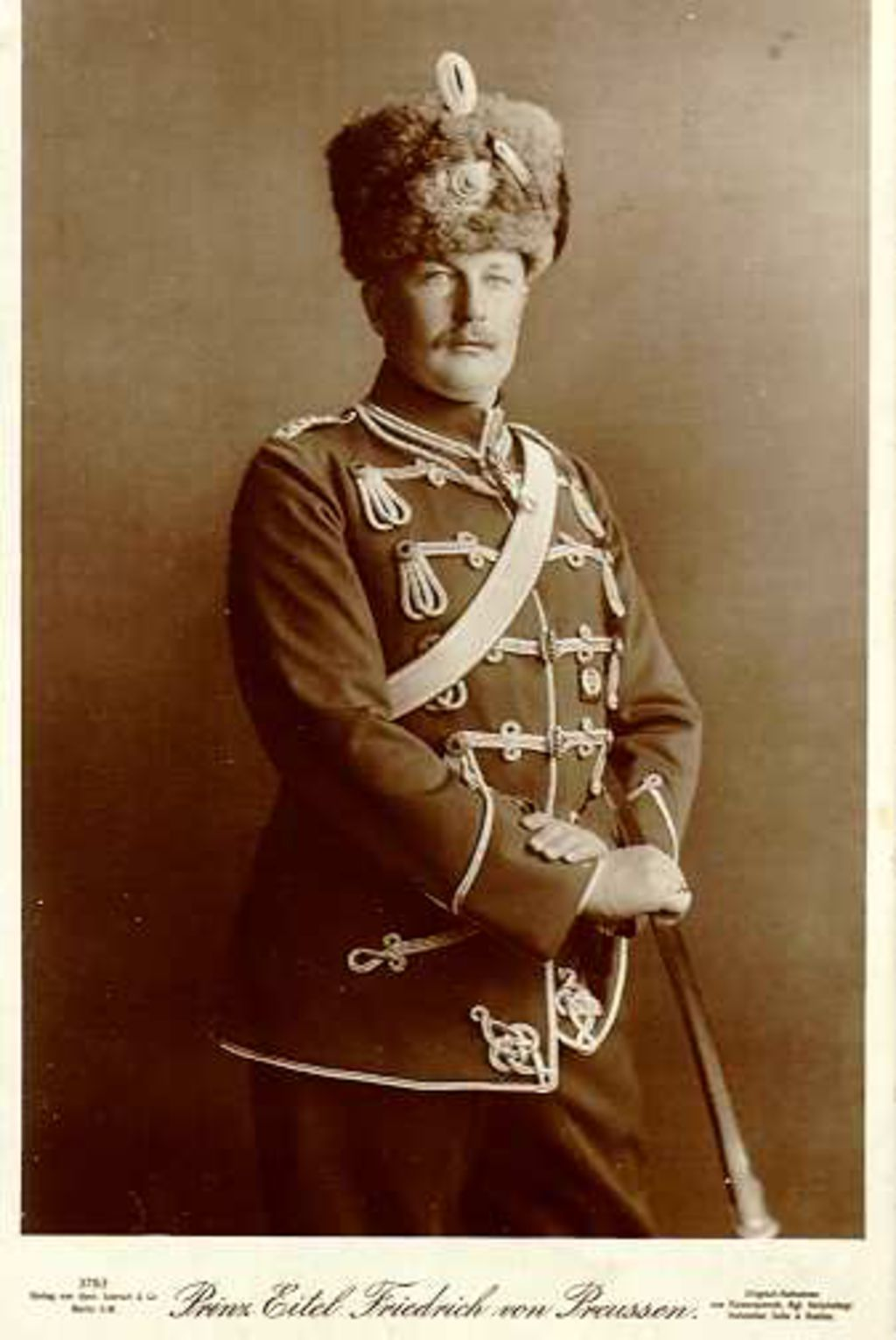
Le prince Eitel-Frédéric de Prusse dans l'Attila intérimaire du régiment de hussards du Corps de la Garde

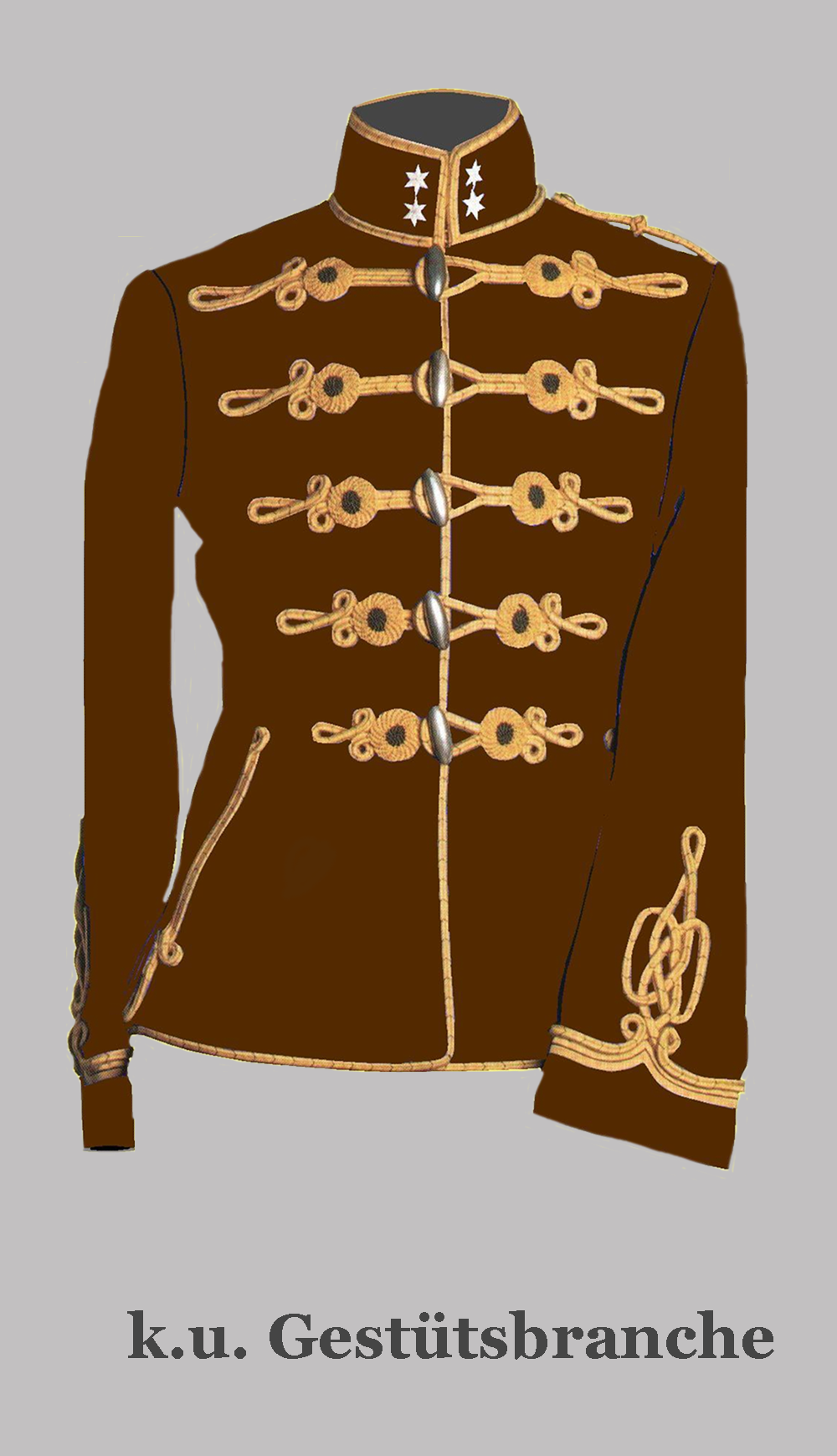
Attila d'un caporal des haras royaux et impériaux. Un nœud hongrois sur le bas de la manche

Attila (aussi : Husarka) est le nom de la jupe d'uniforme typique des hussards. Cette forme de la tunique remplace à partir de 1849, d'abord dans l'armée impériale et royale, puis à partir de 1853 en Prusse, la forme de veste du dolman, qui est autrefois courante, avec un bas court et un laçage serré. L'Attila est un peu plus confortable dans sa coupe plus large de type tunique et plus sobre dans ses ornements. Alors que le dolman court peut comporter jusqu'à 18 cordons sur la poitrine, l'Attila ne comporte généralement plus que cinq rangées de cordons (mais huit en France). Avec le temps, l'Attila est adopté sous cette forme par toutes les autres armées européennes, tout en conservant parfois le nom de dolman.
Les décorations de la poitrine et des revers de manches suivent généralement la couleur des boutons : blanc (soldats) ou argent (officiers) pour les boutons argentés, jaune ou or pour les boutons dorés. Cependant, les laçages d'autres couleurs sont également courants, par exemple en noir armée brunswickoise (de), armée française) ou en rouge (armée territoriale royale hongroise). Les cordons forment généralement à leurs extrémités des trèfles à trois feuilles devant lesquels sont cousues des rosettes circulaires. Les revers des manches sont généralement ornés de nœuds hongrois. La veste se ferme sur la poitrine à l'aide d'une rangée de nœuds coulissants (olives). L'ornementation de la passementerie est empruntée aux costumes de magnats hongrois et croates du XVIe siècle (ajustement hongrois).
L'Attila M. 1881, qui fait partie de la dotation de l'armée de terre austro-hongroise (Honvéd) entre 1881 et 1906, est une particularité de l'histoire militaire. Les décorations en forme de trèfle sur les lacets de la poitrine sont supprimées, de sorte que le torse, vu d'assez loin, ressemble à un squelette (Attila dit squelette).
Avec la diffusion de l'Attila, la veste de fourrure portée auparavant par-dessus le dolman court en cas de froid est en partie abandonnée. Cette veste doublée de fourrure ressemble au dolman et est portée en été sur l'épaule gauche. En Autriche-Hongrie, cette protection contre le froid est appelée mente (mais après l'introduction de l'Attila, elle fut appelée pelzattila), en Allemagne pelz et en France sous le nom de pelisse. En Prusse, après 1853, seuls les hussards de la Garde et les chefs des régiments de ligne gardent la fourrure. Plus tard, certains régiments de hussards prussiens et allemands sont autorisés à porter à nouveau de la fourrure, tandis que les autres portent un simple manteau de cavalerie (sans cordons) pour les protéger du froid.
La jupe de polo, dans sa dernière forme, est une variante de l'Attila. Elle fait partie de l'uniforme de l'armée brunswickoise de 1809 à 1815 et de nouveau de 1848 à 1885, en dernier lieu du 92e régiment d'infanterie (de). La coupe de la jupe de polo ressemblait au début à celle du Lituanien (de), qui arrive jusqu'aux genoux, puis à celle de la tunique ou de l'Attila. Le drap de base et le laçage sont entièrement de couleur noire, avec un col et des revers de la couleur de l'insigne (bleu). La poitrine est toujours ornée de dix rangées de lacets, au lieu de cinq environ, comme l'Attilla.
En France, un Attila à neuf rangées est apparu en 1872, mais il continue à être appelée dolman. Les versions gris-bleu sont portées par les hussards (laçage noir) et les chasseurs à cheval (laçage blanc), les versions bleu moyen sont portées par l'artillerie à pied ou à cheval (lacets noirs). En 1884, les dragons troquent également leur tunique contre une Attila bleu moyen (lacets noirs). En 1907, l'Attila est abandonnée au profit de la nouvelle tunique. Une attelle bleu foncé (mais en réalité noire), avec sept cordons de poitrine, est obligatoire pour les officiers d'infanterie de 1883 à 1893, et pour les officiers du génie de 1880 à 1905.

## Galerie

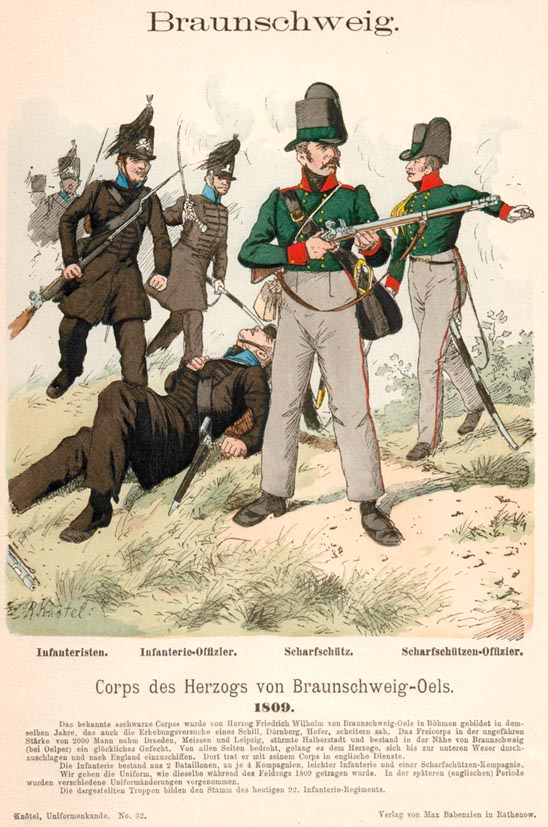
La Schwarze Schar brunswickoise, à gauche et derrière les soldats dans la version originale de type Litewka (de) de la jupe de polo, 1809
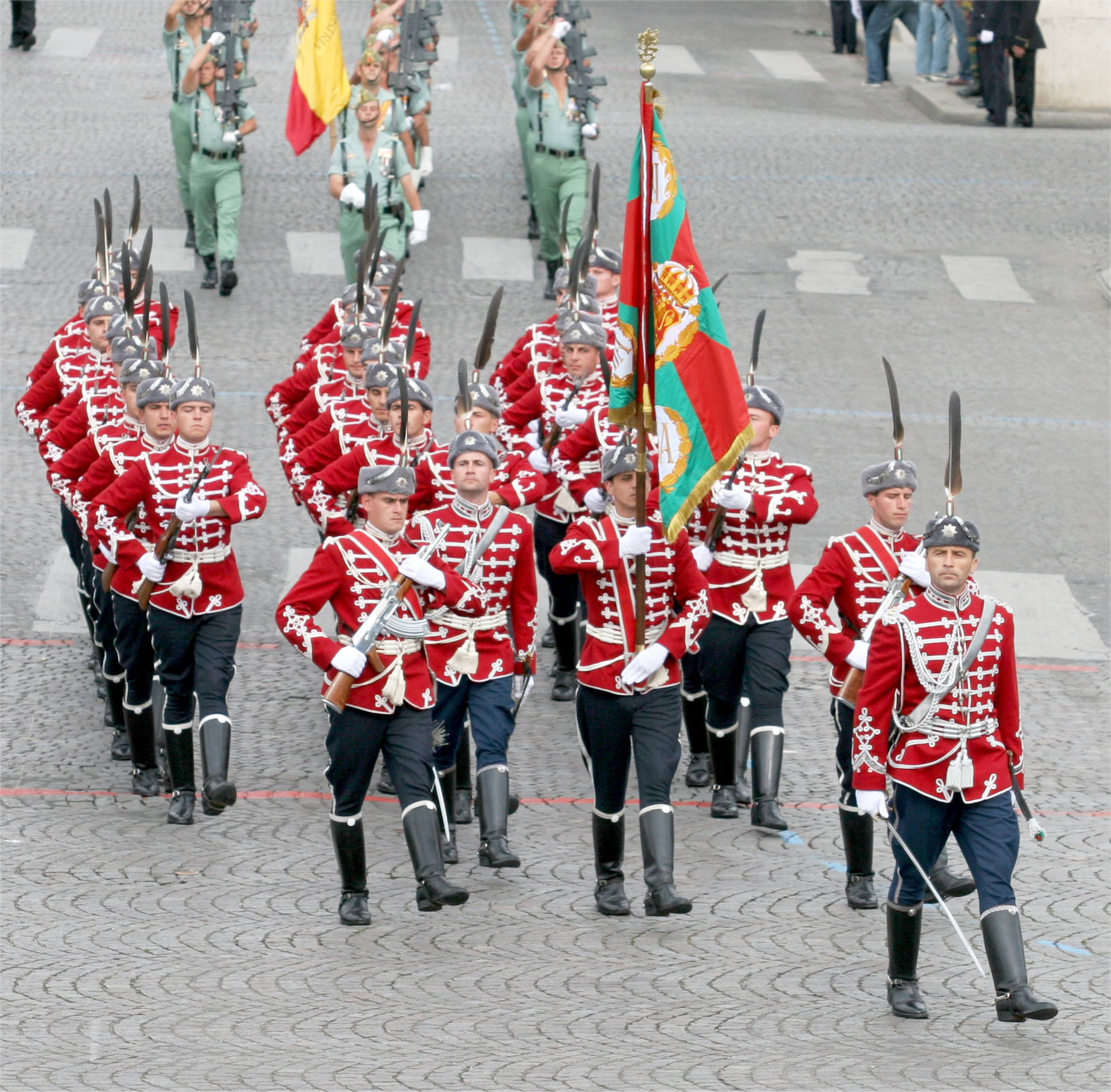
Garde nationale bulgare (Национална гвардейска част на България), en Attila et Kalpak, 2007
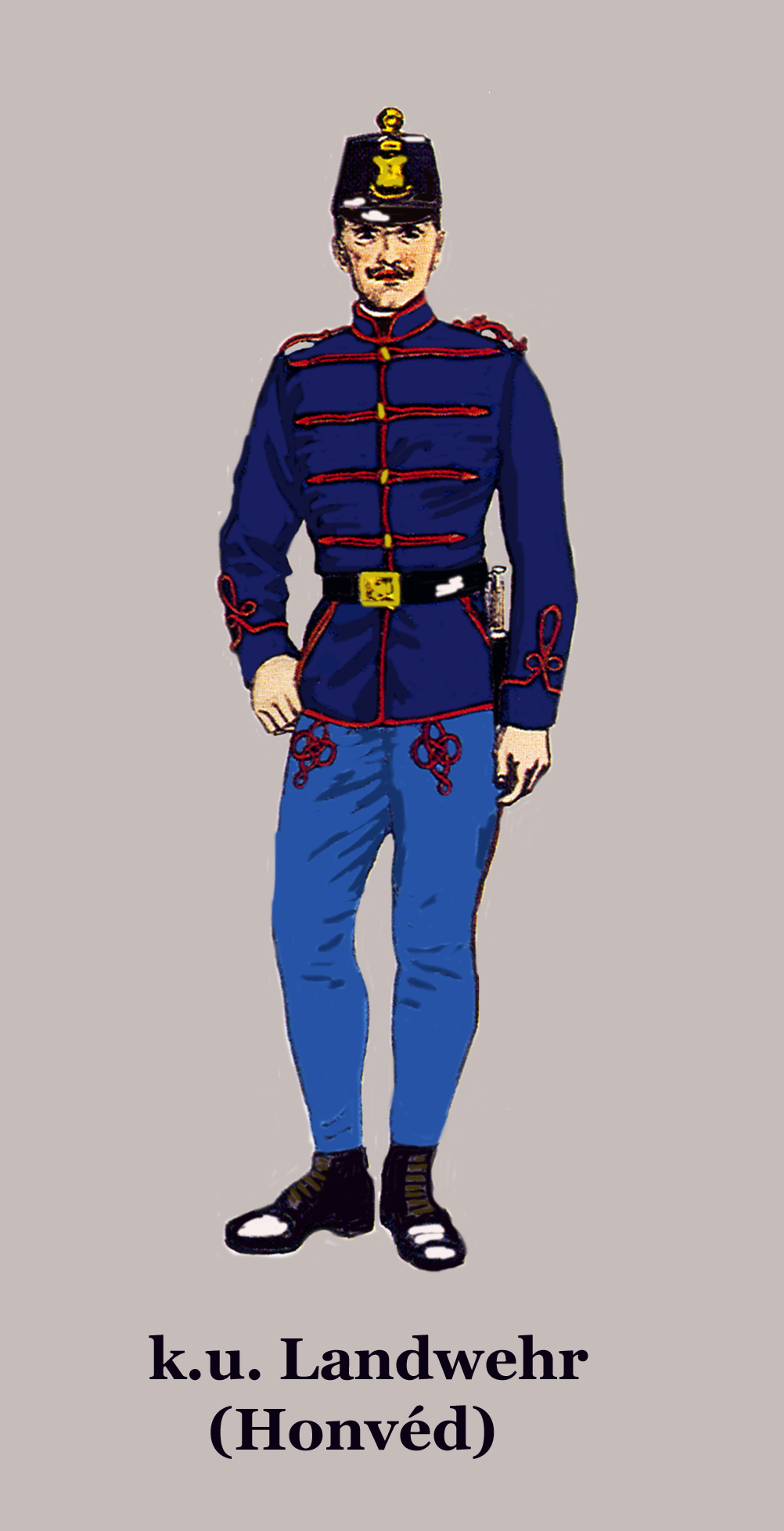
Fantassin Honvéd, en squelette dit Attila, 1901